# Nidji
Nidji is een Indonesische band afkomstig uit Jakarta, bestaande uit zes leden: Giring Ganesha (zang), Rama Akbar (ritmegitaar), Ariel Harsya (leadgitaar), Adrie Prakarsa (keyboard), Andro Regantoro (basgitaar) en Randy Danistha (drums).
De naam 'Nidji' komt van het Japanse woord 'niji' (kanji: 虹), wat 'regenboog' betekent. De bandleden hebben deze naam gekozen om de variatie in hun muziek weer te geven. Nidji maakt moderne rockmuziek die ook stoelt op andere bronnen, zoals progressieve rock, funk, alternatieve rock en pop. Bands die Nidji hebben geïnspireerd zijn onder anderen: L'Arc-en-Ciel, Coldplay, Goo Goo Dolls, U2, Radiohead, Smashing Pumpkins, The Verve, Dave Matthews Band, The Killers en Keane.

## Carrière
De vorming van de band Nidji begon met de vriendschap tussen Rama Akbar en Andro Regantoro, die samen muziek maakten. Samen met gitarist Ariel Harsya schreven zij een lied, genaamd "Maria". Maar dit lied kwam nog niet helemaal af en er ontbrak nog een zanger. Kort hierna ontmoette het drietal Giring Ganesha die hen aanvulde met zijn zang.
Vervolgens kwam, op aanbeveling van Andro, ook Adri Prakarsa bij de groep als drummer. Hij had al vaker met Rama en Andro gejamd. Als vijftal ging Nidji nu voort in de muziekwereld met hun nieuwe gezamenlijke missie en visie. Begin februari 2002 was de vorming van de band een feit.
Begin april 2005 kwam er een vijfde lid bij de band, namelijk de toetsenist Randy Danistha, een oude vriend van Giring. Het is onder andere de zangstijl van Nidji die de band een uniek, herkenbaar karakter verleent.

## Bandleden
- Giring Ganesha
- Muhammad Ramadista Akbar
- Andi Ariel Harsya
- Muhammad Andro Regantoro
- Muhammad Adri Prakarsa
- Randy Danistha

## Discografie
Albums:
- Breakthru' (2006)
- Breakthru' (Engelstalige versie) (2007)
- Top Up (2007)
- Let's Play (2009)
- Liberty (2011)

Singles:
- Sudah (2005)
- Hapus Aku (2005)
- Bila Aku Jatuh Cinta (2006)
- Kau Dan Aku (2006)
- Disco Lazy Time (2006)
- Biarlah (2007)
- Jangan Lupakan (2007)
- Arti Sahabat (2008)
- Akhir Cinta Abadi (2008)
- Laskar Pelangi (2008)
- Shadow (2009)
- Sang Mantan (2009)
- Ku Takkan Bisa (2009)
- Dosakah Aku (2010)
- Jangan Takut (2011)